# Giulio Leoni
Giulio Leoni (ur. 12 sierpnia 1951 w Rzymie) - pisarz włoski.
W 2000 r. zdobył nagrodę Premio Tedeschi za książkę Dante Alighieri e i delitti della Medusa.

## Powieści wydane w Polsce
- Klątwa mozaiki (oryg. I delitti del mosaico, 2004), Znak 2006 (ISBN 83-240-0673-7)
- Klątwa światła (oryg. I delitti della luce, 2005), Znak 2006 (ISBN 83-240-0736-9)
- Krucjata ciemności (oryg. La crociata delle tenebre, 2010) Świat Książki (ISBN 978-83-247-1320-2)
- Reguła mroku (oryg. La regola delle ombre, 2009) Kefas 2011 (ISBN 978-83-62715-03-9)